# Cratichneumon horani
Cratichneumon horani là một loài tò vò trong họ Ichneumonidae.